# Lake Minchumina
Lake Minchumina ist ein Ort und ein census-designated place (CDP) in der Yukon-Koyukuk Census Area in Alaska in den Vereinigten Staaten. Das U.S. Census Bureau hatte bei der Volkszählung 2020 eine Einwohnerzahl von 30 ermittelt.

## Geographie
Der 208 m hoch gelegene Ort befindet sich in der Tanana-Kuskokwim-Niederung am Ufer des gleichnamigen Sees 85 km nördlich der Alaskakette. Lake Minchumina verfügt über einen Flugplatz.

## Geschichte
Seit 1990 ist Lake Minchumina ein census-designated place.

## Demografie
Zum Zeitpunkt der Volkszählung im Jahre 2020 (U.S. Census 2020) hatte Lake Minchumina CDP 30 Einwohner auf einer Landfläche von 587,85 km². Von den Einwohnern waren 18 weiß, einer afrikanisch-amerikanischer sowie 3 amerikanisch-indianischer Abstammung.
Beim Zensus im Jahr 2000 wurden 32 Einwohner gezählt, 2010 waren es 13.